# Je ne vous parlerai pas d'elle
Je ne vous parlerai pas d'elle (укр. Я не розкажу вам про неї) — пісня Жана-Жака Гольдмана, написана 1982 році. Вийшла в рамках вже його сольного проекту, в другому студійному альбомі «Minoritaire».

## Про пісню
Завершальний саксофонічний етюд на фоні гітарної композиції «Je ne vous parlerai pas d'elle» підкреслюють глибину лірики цієї пісні. Вокальна партія Жана-Жака гармоніює на фоні естрадно-хорового виконання приспіву пісні.
Пісню переспівували: і сам автор, і відомі французькі виконавці, й, особливо, аматорські та професійні хорові колективи.

## Фрагмент пісні
Фрагмент пісні (передостанній куплет):
Mais je ne vous parlerai pas d'elle

Je ne vous parlerai pas d'elle

Elle est à côté de moi quand je me réveille

Elle a sûrement un contrat avec son sommeil

Je ne vous parlerai pas d'elle

Elle est mon sol, elle est mon ciel

Elle est là, même où mes pas ne me guident pas

Et quand je suis pas là, elle met mes pyjamas

Elle est plus que ma vie, elle est bien mieux que moi

Elle est ce qui me reste quand j'fais plus le poids

Je ne vous parlerai pas d'elle